# Nāṣiriyya
Nassiriya o Nāṣiriyya (in arabo الناصرية‎?, al-Nāṣiriyya), talvolta scritta Nasiriyah, Nassirya, Nassiria, al-Nasiriyah o an-Nasiriyah, è una città irachena, capoluogo del governatorato di Dhi Qar. Famosa per gli attacchi contro le Forze armate italiane dal 2003 al 2006.

## Geografia e demografia
Situata sulle rive dell'Eufrate, circa 360 km a sud-est di Baghdad vicino alle rovine di Ur, l'antica città dei Caldei, Nāṣiriyya ha una popolazione di 632 135 abitanti (dati del 2008), in gran parte di religione musulmana sciita. Ma esistono anche piccole comunità di musulmani sunniti e di Mandei (Cristiani di San Giovanni).

## Storia

### Le origini
La città nacque nel 1872 e prese il nome dal suo fondatore lo Shaykh Nāṣir al-Saʿdūn della confederazione tribale araba degli al-Muntafiq.
Durante la Prima Guerra Mondiale, nel luglio 1915, i britannici conquistarono la città che a quel tempo faceva parte dell'Impero ottomano. Nella battaglia per la conquista morirono circa 400 soldati, fra britannici e indiani, e circa 2 000 soldati dell'esercito turco.

### Attualità
Nel 2003 è stata coinvolta nella Seconda guerra del golfo. Dal 23 marzo al 2 aprile 2003 si svolse una battaglia tra la II Brigata dei Marine USA, coadiuvata da reparti dell'esercito britannico, e l'esercito iracheno, che si concluse con una sofferta vittoria statunitense.
La guerra, e soprattutto il dopoguerra, ha danneggiato molti edifici della città. La scelta di Nassiriya come acquartieramento delle truppe italiane (3 000 militari) della missione umanitaria, finanziato con 232 000 451 euro, a fronte dei restanti aiuti italiani all'Iraq (l'ospedale italiano a Baghdad, protetto da 30 carabinieri e costato 12 000 000 €) è sempre stata giustificata ufficialmente per "ragioni umanitarie" e anche "culturali", a motivo dell'alto valore storico/archeologico della zona di Nāṣiriyya. Tale scelta è stata oggetto di un'interpellanza parlamentare in quanto, anche secondo un'inchiesta televisiva di RaiNews24, tale acquartieramento sarebbe stato dettato da motivi ben diversi, di natura prettamente strategico-economica.
L'area attorno a Nāṣiriyya possiede importanti giacimenti di petrolio, è attraversata da un importante oleodotto ed è ricca di uranio (non ancora sfruttato). L'AGIP, in partnership con Repsol, controlla una raffineria a 4 km da Nassiriya, dove ha anche sede la Oil Distribution Company. Il principale fatto d'arme del dopoguerra avvenne il 12 novembre 2003, quando in un attentato suicida morirono 28 persone, tra cui 19 italiani (12 carabinieri, 5 militari dell'esercito e 2 civili). Altre azioni armate si verificarono il 6 aprile 2004 e il 27 aprile 2006.

## Monumenti e luoghi d'interesse
Il museo della città ha una importante collezione di reperti Sumeri, Assiri, Babilonesi  e Abbasidi. Le rovine delle antiche città di Ur e Larsa sono situate nelle vicinanze.

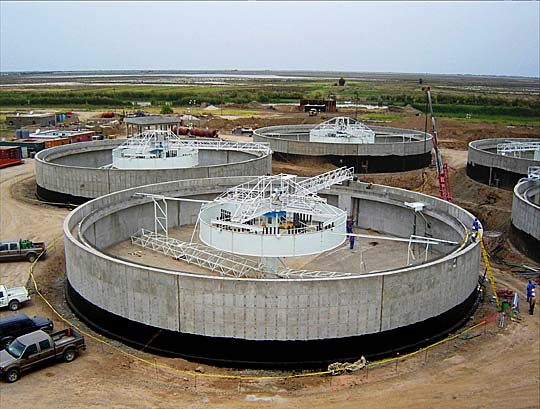
Impianto per la produzione di acqua potabile.